# Inégalité de Borell
L'inégalité de Borell appelée également inégalité de Borell-Sudakov ou bien encore inégalité de Borell-TIS est une inégalité de concentration décrivant le comportement de la queue du supremum d'un processus gaussien indexé sur un ensemble. Elle peut être utilisée dans les preuves de résultats impliquant des processus gaussiens. Ce résultat est dû à Christer Borell et a été découvert en parallèle par Boris Tsirelson (en), Ildar Ibragimov et Vladimir Sudakov.

## Énoncé
Soit {\displaystyle X} un processus gaussien stochastique indexé par un espace semi-métrique {\displaystyle (T,d)}. On suppose que ce processus est séparable, i.e. il existe un sous-ensemble dénombrable {\displaystyle {\widetilde {T}}\subset T} tel que presque-sûrement 
 On note {\displaystyle ||X||} le supremum {\displaystyle \sup _{t\in T}|X_{t}|} et on suppose que le processus est centré, i.e. {\displaystyle \mathbb {E} [X_{t}]=0} pour tout {\displaystyle t\in T}. On note {\displaystyle \sigma ^{2}(X)=\sup _{t\in T}\mathrm {Var} (X_{t})} le supremum de la variance du processus et {\displaystyle M(X)} la médiane de la variable {\displaystyle ||X||}. Plusieurs énoncés sont données dans la littérature mais sont quasiment les mêmes à quelques constantes près, : pour tout {\displaystyle t>0}, 